# Tour de l'Horloge (Nice)
Pour les articles homonymes, voir Tour de l'Horloge.
La tour de l'Horloge est située à Nice, place du Palais.

## Historique
La tour de l'horloge municipale a été détruite et reconstruite à plusieurs reprises, en 1423, 1545 et 1565. La ville étant assiégée en mars 1704 par les troupes de Louis XIV, le gouverneur et les ingénieurs militaires décident de démolir la tour pour ne pas gêner les tours depuis le château.
La paix revenue, les autorités municipales entreprennent de faire reconstruire la tour. Elles confient d'abord la réalisation des plans et du devis au maître maçon Carlo Maurizio Pisano. Le projet ne se réalise pas. Les autorités demandent une aide à Victor-Amédée II de 4 000 livres, en 1717. Le comte Tonduti de l'Escarène offre le terrain. L'architecte Antonio Berlota fait les plans pour un nouveau projet, face à l'église et le couvent Saint-Dominique
En 1718, les syndics de la ville demandent au maître maçon Bernardo Spinetta ou Spinelli un nouveau projet. Bernardo Spinetta, comme Anselmo Spinelli, est originaire du Tessin. Sa notoriété de maître maçon est déjà suffisamment établie pour que les consuls lui confient des commandes importantes. La tour est construite en en quelques mois, en 1718. Le 16 mai 1718, le maître Ricardi d'Antibes est à Nice pour faire les plans de la galerie et de l'armature de la tour. Les travaux terminés, on lui demande de surélever la tour. Il reçoit 15 livres pour ces travaux supplémentaires, le 3 juin 1719. À sa base, une plaque a été placée rappelant qu'elle a été construite sous le règne de Victor-Amédée II, roi de Sicile. Ce souverain n'a été roi de Sicile que de 1713 à 1720.
La grande cloche appelée Sainte-Marie-Madeleine est mise en place le 16 avril 1723. La tour, qui était surmontée de l'aigle de Nice, était, au moment de sa construction, isolée sur la place, avant la construction de la caserne Rusca, en 1780.
Les toitures et façades de la caserne et de la tour sont inscrites le 27 avril 1976 au titre des monuments historiques.